# Geseke
Geseke [ˈgeːzəkə] − miasto w Niemczech, położone w kraju związkowym Nadrenia Północna-Westfalia, w rejencji Arnsberg, w powiecie Soest. W 2010 roku liczyło 20 755 mieszkańców.